# أماندوس جونسون
أماندوس جونسون (بالإنجليزية: Amandus Johnson) هو مؤرخ أمريكي، ولد في 27 أكتوبر 1877، وتوفي في 30 يونيو 1974.